# 劉震
劉震（りゅう しん、LIU Zhen)は、日本の工学者（情報科学）、博士（工学）。東北大学卒。長崎総合科学大学教授。

## 略歴
- 1982年3月 吉林工業大学 電気工程系 コンピュータ応用専攻 卒業
- 1998年3月 東北大学 情報科学研究科 システム情報科学科 卒業

## 研究分野
- 計算知能
- ビッグデータとデータマイニング
- 意思決定支援システム

## 著書
- 『計算机遵論和程序設計語言』 （吉林科学技術出版社、1992年）
- 『ニアルキダムの生態環境研究（データベースと情報システム部分）』 （地質出版社、1993年）
- 『人間環境学への招待』 （丸善株式会社、2002年）